# Connie Carpenter-Phinney
Helen Constance Carpenter-Phinney (conocida como Connie Carpenter-Phinney; Madison, 26 de febrero de 1957) es una deportista estadounidense que compitió en patinaje de velocidad y ciclismo (en las modalidades de ruta y pista). Está casada con el exciclista profesional Davis Phinney y madre del ciclista Taylor Phinney.
Participó en dos Juegos Olímpicos, en las ediciones de verano obtuvo una medalla de oro en Los Ángeles 1984, en la carrera de ruta, y en las de invierno el séptimo lugar en Sapporo 1972, en los 1500 m de patinaje de velocidad.
Ganó dos medallas en el Campeonato Mundial de Ciclismo en Ruta, plata en 1977 y bronce en 1981.
En el Campeonato Mundial de Ciclismo en Pista consiguió dos medallas, oro en 1983 y plata en 1982, ambas en la prueba de persecución individual.

## Medallero internacional

### Ciclismo en ruta
| Juegos Olímpicos   | Juegos Olímpicos             | Juegos Olímpicos  | Juegos Olímpicos |
| Año                | Lugar                        | Medalla           | Competición      |
| ------------------ | ---------------------------- | ----------------- | ---------------- |
| 1984               | Los Ángeles (Estados Unidos) | Medalla de oro    | Ruta             |
| Campeonato Mundial |                              |                   |                  |
| Año                | Lugar                        | Medalla           | Competición      |
| 1977               | San Cristóbal (Venezuela)    | Medalla de plata  | Ruta             |
| 1981               | Praga (Checoslovaquia)       | Medalla de bronce | Ruta             |

### Ciclismo en pista
| Campeonato Mundial | Campeonato Mundial      | Campeonato Mundial | Campeonato Mundial     |
| Año                | Lugar                   | Medalla            | Competición            |
| ------------------ | ----------------------- | ------------------ | ---------------------- |
| 1982               | Leicester (Reino Unido) | Medalla de plata   | Persecución individual |
| 1983               | Zúrich (Suiza)          | Medalla de oro     | Persecución individual |

## Palmarés
1976
- Campeonato de Estados Unidos en Ruta

1977
- Campeonato de Estados Unidos en Ruta

1979
- Campeonato de Estados Unidos en Ruta

1981
- Campeonato de Estados Unidos en Ruta